# لتأتي الحياة كما تشاء
لتأتي الحياة كما تشاء (بالتركية: Gelsin Hayat Bildiği Gibi) هو مسلسل دراما تركي من بطولة ايرتان سابان وديفريم اوزبيرك، عرض على قناة شو تي في في 21 يوليو 2022.

## روابط خارجية
- الموقع الرسمي
 (بالتركية)
- لتأتي الحياة كما تشاء على موقع IMDb (الإنجليزية)
- لتأتي الحياة كما تشاء على موقع قاعدة بيانات الفيلم (الإنجليزية)